# Archil de Imericia
Archil (en georgiano: არჩილი) (1647 - 16 de abril de 1713), de la dinastía Bagrationi, rey de Imericia en el occidente de Georgia (1661-1663, 1678-1679, 1690-1691, 1695-1696 y 1698) y de Kajetia en el oriente de Georgia (1664-1675). Después de una serie de intentos fallidos de establecerse en el trono de Imericia, Archil se retiró a Rusia, donde encabezó la vida cultural de una comunidad georgiana local. También fue poeta lírico.

## Biografía
Archil era hijo de Vajtang V Shahnawaz de Kartli que, bajo la protección persa, intentó reunificar un fragmentado reino de Georgia bajo su corona. Habiendo puesto bajo su control el vecino reino oriental de Kajetia, Vajtang marchó hacia el oeste de Georgia en 1661, depuso al rey Bagrat V de Imericia y coronó rey a su hijo Archil, de catorce años, en Kutaisi, capital de Imericia. El gobierno otomano se opuso enérgicamente a lo que consideró una incursión de inspiración persa en la zona de influencia turca. Pronto se recibió un ultimátum turco en Isfahán, amenazando con una declaración de guerra si Shahnavaz mantenía a su hijo en el trono de Georgia occidental. Shahnawaz se vio obligado a retirar a Archil de Kutaisi en 1663 y restaurar al rey legítimo, Bagrat. A cambio, Vajtang instaló a Archil como rey de Kajetia en 1664. Para obtener el consentimiento del sah, se convenció a Archil, para convertirse nominalmrnte al islam, asumiendo el título de Shah-Nazar-Jan. En 1664, Archil derrotó un intento del príncipe rival de Kajetia y su cuñado, Heraclio I, de recuperar la corona de su padre, y logró cierto grado de estabilidad y prosperidad en Kajetia.
Sin embargo, en 1675, debido en gran parte a las intrigas del gran visir persa Shaij Alí Jan Zangana, Archil abandonó Kajetia y, con su hermano Luarsab, desertó al bajá de la frontera turca de Ajaltsije, que le prometió la corona de Imericia. Pronto se restableció en Kutaisi con la ayuda del bajá de Ajaltsije, aunque sin el consentimiento de la Sublime Puerta. Los agentes otomanos hicieron ejecutar al bajá y depusieron a Archil en 1679, que huyó a Rusia, aunque no se le permitió viajar a Moscú hasta 1686. Animado por su hermano, el rey Jorge XI de Kartli, Archil regresó a Georgia en 1690 y logró recuperar el trono de Imericia, sólo para ser depuesto nuevamente por la nobleza local en 1691. Durante los siguientes años, hizo varios intentos de apoderarse de la corona, librando una guerra de guerrillas contra los turcos y la oposición aristocrática dirigida por el príncipe de Abashidze. Finalmente, Archil perdió la esperanza de restablecerse en Imericia y, en 1699, cruzó las montañas del Cáucaso una vez más hacia Rusia, donde se estableció en Vsesviatskoye, cerca de Moscú.

### Vida en Rusia

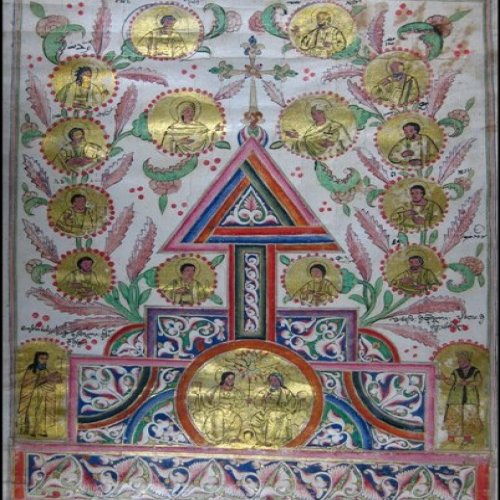
Documento iluminado emitido con el nombre de Archil.

Mantuvo una relación amistosa con Pedro I de Rusia, que dio órdenes de preparar una expedición para restaurar a Archil en el trono de Imericia. Sin embargo, el plan fracasó debido a la derrota infligida por los suecos al ejército ruso en Narva en 1700. Esto, además de frustrar las esperanzas de Archil de recuperar su trono, llevó la tragedia a su vida familiar. Alejandro, hijo de Archil, que comandaba la artillería rusa en Narva, fue hecho prisionero por los suecos y tuvo que pasar diez años en cautiverio. Archil intentó lograr la liberación de su hijo a través de la mediación austriaca y luego envió una carta personal a Carlos XII de Suecia. Sin embargo, no fue hasta 1710 cuando Alejandro fue liberado. Gravemente enfermo, murió de regreso a Rusia. La muerte de Alejandro fue un duro golpe para Archil, que no sobrevivió mucho más a su hijo. Murió en 1713 y fue enterrado en el Monasterio Donskoy de Moscú.
La mayor parte de los años de Archil en Rusia los dedicó a la poesía y las actividades culturales. Fue responsable de la creación de la primera imprenta en idioma georgiano en Rusia y publicó Los Salmos en 1705. La poesía de Archil, notable por su diversidad, anunció el comienzo del período del Renacimiento de la literatura georgiana. Sus principales poemas fueron, El diálogo entre Teimuraz y Rustaveli (გაბაასება თეიმურაზისა და რუსთველისა), La moral de Georgia (საქართველოს ზნეობანი) y La balada de Archil (Archiliani; არჩილიანი) y están dedicados a las desgracias de Georgia en el siglo XVII. Se opuso enérgicamente a las influencias literarias persas contemporáneas y llamó el resurgimiento de las tradiciones de la poesía georgiana de Shota Rustaveli. Los poemas de Archil estaban más cerca de la métrica tradicional georgiana, y sus modismos más cercanos al habla georgiana. Sin embargo, a pesar de sus esfuerzos por "detener la marea de la persianización", los poemas de Archil incluyeron "presunciones, formas y temas inspirados en Persia", y su propia versión del Romance de Alejandro se inspiró en las versiones de Nezamí Ganyaví y Jami.

## Familia
Archil se casó dos veces. Su primera esposa era hija del príncipe Nodar Tsitsishvili. Su segunda esposa fue la princesa Ketevan, hija del príncipe David de Kajetia, en 1668. La pareja tuvo una hija y tres hijos:
- Princesa Darejan, conocida en Rusia como Darya Archilovna (c. 1670 - 1740). Murió soltera y fue enterrada en el monasterio Donskoy.
- Príncipe Alejandro, conocido en Rusia como Aleksandr Archilovich (1674 - 20 de febrero de 1711), comandante de artillería del ejército ruso. Estaba casado y tuvo una hija.
- Príncipe Mamuka, conocido en Rusia como Matfey Archilovich (1676 - 23 de marzo de 1693). Murió soltero y fue enterrado en el monasterio Donskoy.
- Príncipe Davit, conocido en Rusia como David Archilovich (2 de julio de 1682 - 24 de octubre de 1688). Murió soltero y fue enterrado en el Convento de Novodévichi y luego, en 1711, en el monasterio Donskoy.